# Área Marina Protegida Complejo Los Cóbanos
 Área Marina Protegida Complejo Los Cóbanos es la única formación arrecifal en el Pacífico Oriental, entre México hasta Costa Rica. Su ubicación exacta es en el occidente de El Salvador, entre los departamentos de Sonsonate y La Libertad, es un área natural protegida se incorpora desde el territorio de la Cordillera del Bálsamo hasta la Planicie Costera de occidente.   
Los Cóbanos es una playa rocosa de origen volcánico, que cuenta con un área de 15,860 hectáreas de formación arrecifal de 0 a 20 m de profundidad. La conformación del fondo marino es de carácter irregular con abundantes depresiones a manera de lagunetas, cubiertas de algas y esqueletos coralinos, con grutas y grietas naturales de las rocas. 
Las formaciones naturales terrestres incluyen bosques secos y vegetación de farallón, agroecosistemas de cafetales bajo sombra, y remanentes de balsameras intercalados entre los cafetales. 
En la costa el área incluye humedales temporales y morrales de la llanura aluvial de Sonsonate, remanentes de manglares, bocanas de ríos, vegetación de galería y vegetación secundaria. A la orilla del mar se presentan playas de arena volcánica, arrecifes coralinos, y aguas abiertas. 
Las áreas naturales comprendidas en la porción terrestre del Complejo Los Cóbanos incluyen una serie de pequeñas bocanas y remanentes de bosque salado, matorrales, morrales, la franja de playa natural, y en el caso de El Zope o Santa Agueda, contiene remanentes de bosque seco tropical. La delimitación de dichas propiedades incluye, en algunos casos, las márgenes de los ríos que desembocan en las bocanas y estuarios.

## Reconocimiento como área Protegida
Fue declarada como Área Natural Protegida Complejo Los Cóbanos mediante decreto Ejecutivo N.º 22, del Diario Oficial número 29, tomo 378 del martes 12 de febrero de 2008. El Complejo Los Cóbanos es la primera área natural protegida marina declarada oficialmente en el país, y es el octavo humedal de importancia internacional en El Salvador, se catalogó como sitio Ramsar (una convención para la conservación y uso racional de los humedales y sus recursos) el 2 de febrero de 2019.

## Geografía

### Ubicación
El Área Natural Protegida Complejo los Cóbanos, se ubica en la región occidental de El Salvador, comprende la línea costera desde la propiedad estatal de Santa Águeda o El Zope, ubicada a 2.5 km al sur del puerto de Acajutla, en el distrito del mismo nombre, hasta los manglares de Barra Salada, 20 km al sureste, en el municipio de Sonsonate Centro y Sonsonate Oeste, departamento de Sonsonate. Incluye la playa y los manglares intermedios y una porción del océano Pacífico hasta los 60 metros de profundidad.

### Extensión
Incluye un área marina de 20,763 hectáreas, equivalente al 97%, y un área estuarina y terrestre de 576 hectáreas, es decir el 3%, contabilizando un total de 21,312 hectáreas. Esta área natural protegida es además la de mayor tamaño del Sistema de Áreas Naturales Protegidas (SANP) de El Salvador. Tanto al área natural protegida como el sitio Ramsar les corresponde el mismo espacio.

## Ecosistemas y ambientes marinos

### Arrecifes de coral y comunidades coralinas

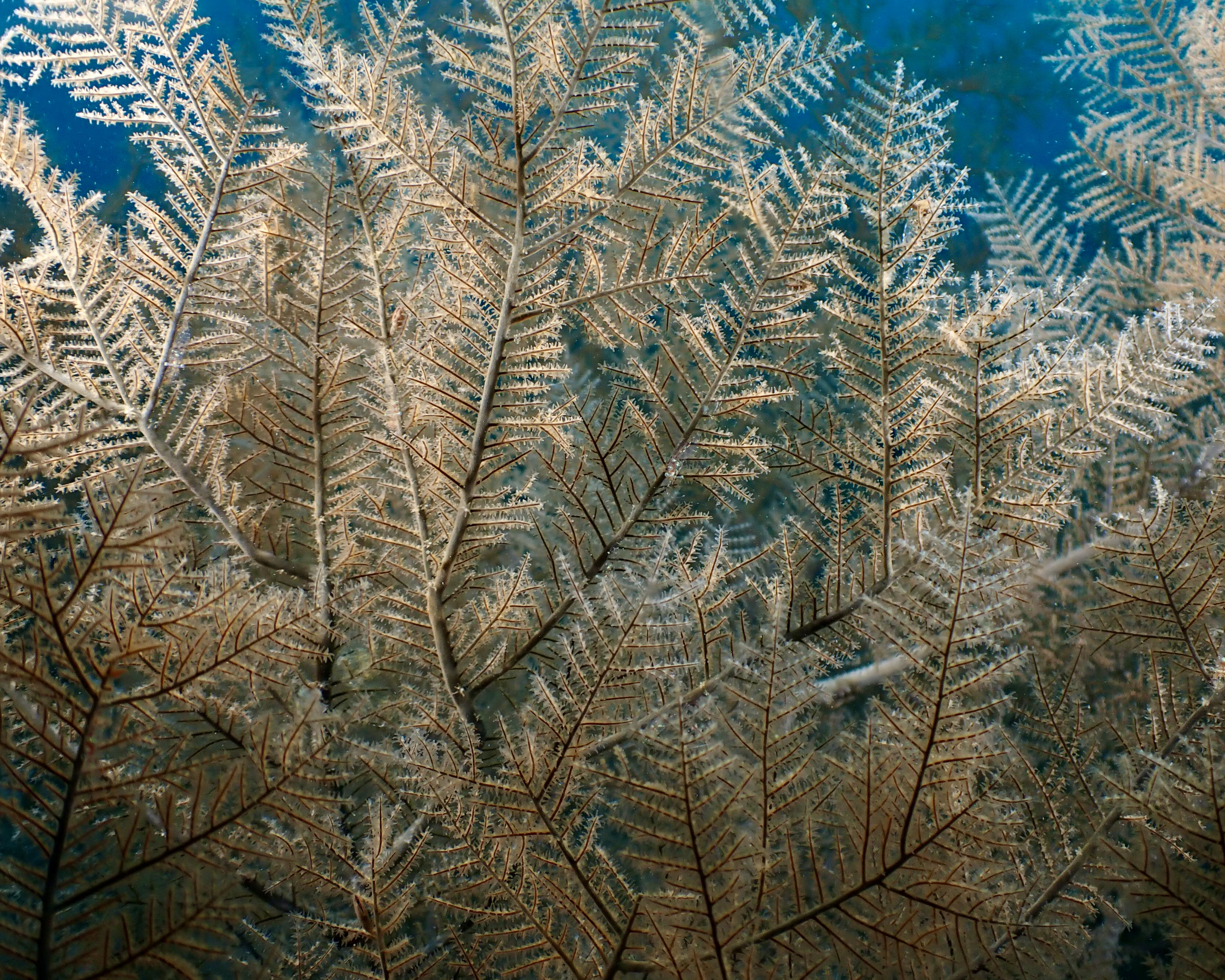
El coral negro Myriopathes panamensis se pueden encontrar a más de 30 metros bajo agua en los arrecifes rocosos del Área Marina Protegida de Los Cóbanos, El Salvador.

Los arrecifes de coral, al igual que las comunidades coralinas, del Área Marina de Los Cóbanos se encuentran estructurados principalmente por la especie de coral constructor Porites lobata, y se restringen en una franja perpendicular a la playa entre Acajutla y Punta Remedio (Sonsonate) hasta 13 metros de profundidad.
Los arrecifes de coral se caracterizan por observar a esta especie con crecimiento masivo sobre la matriz calcárea de colonias muertas de corales del género Pocillopora, la cual se encuentra en erosión. Durante la estación de lluvias, la sedimentación de la escorrentía de los ríos aumenta la turbidez del agua, lo que afecta a la comunidad bentónica.
Estos arrecifes son los únicos que se encuentran entre Guatemala y Nicaragua, formando parte del Pacífico Tropical Oriental (ETP), una región que se caracteriza por su aislamiento y la falta de estudios exhaustivos. Se ha evidenciado que son ecosistemas frágiles que actualmente están amenazados por actividades humanas y el cambio climático. Poseen una importante cobertura de algas calcáreas rojas, las cuales toleran mejor la incorporación de agua proveniente de los ríos, asimismo de algas césped, estas últimas pueden estar relacionadas con alteraciones antrópicas como la sobrepesca y la sedimentación.
La sobrepesca ha conducido a una disminución de las poblaciones de peces, que son cruciales para controlar las macroalgas en el arrecife. Cuando se eliminan los peces que consumen macroalgas, las algas pueden crecer en exceso y dominar el ecosistema, compitiendo con los corales por el espacio y los recursos. La reducción del número de peces herbívoros ha provocado cambios de fase, degradando el ecosistema, pasando a estar dominado por las algas y otros organismos bentónicos. Este cambio afecta significativamente a la biodiversidad y la funcionalidad del arrecife. La sobrepesca afecta indirectamente a la resiliencia del arrecife haciéndolo más susceptible a otros factores de estrés y menos capaz de recuperarse de las perturbaciones.
La presencia de un elevado número de mesodepredadores en Los Cóbanos es indicativa de la sobrepesca de los principales depredadores, como los tiburones y las barracudas. Este desequilibrio tiene efectos en cascada en la red trófica del arrecife, ya que los mesodepredadores ejercen presión sobre las poblaciones de macroinvertebrados que son importantes para el pastoreo de algas y para mantener la salud de los arrecifes de coral.
Los eventos de blanqueamiento coralino relacionados al fenómeno de El Niño, los cuales han incrementado su frecuencia e intensidad ante el cambio climático, causan mortalidad de corales de Porites lobata'.  Los estudios realizados revelan que el arrecife de Los Cóbanos es vulnerable al ser costero, estar sometido a desecación por cambio de marea y a la irradiación solar en marea baja. Estos estudios reflejan la disminución en la cobertura de coral en el tiempo, pasó de tener el 6% al 2% entre 2014 y 2016, esta baja cobertura que se mantuvo hasta el 2020.

### Arrecifes rocosos
Los Arrecifes Rocoso de Los Cóbanos son áreas críticas para la búsqueda de alimento, refugio y reproducción de diversas especies marinas, donde se pueden encontrar ambientes como Comunidades Coralinas, Jardines de Gorgonias  y Bosques de Coral Negro. Albergan una rica diversidad biológica, incluyendo equinodermos, esponjas perforadoras, y crustáceos como cirripedios. Consecuencias de una mala gestión en las actividades antrópicas que tienen impactos negativos sobre la composición y estructura de estas comunidades biológicas marinas, algunas de ellas son el aumento de la sedimentación, la degradación de las cuencas y playas y la presencia dañina de agroquímicos, coliformes, nutrientes e hidrocarburos en el mar.

### Jardines de Gorgonias

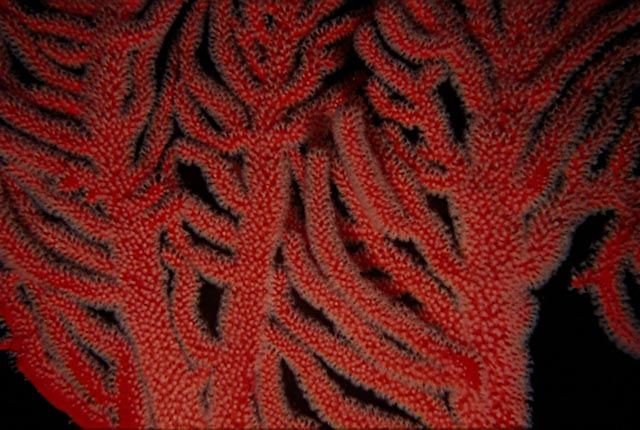
Ejemplo de coral blando Leptogorgia

Los Jardines de Gorgonias es la presencia de corales blandos, que son una parte importante de la biota de los arrecifes rocosos en El Salvador. Las especies más abundantes son de los géneros Leptogorgia, Pacifigorgia y Muricea.Estos jardines exhiben una gran riqueza de especies, incluidos varios tipos de esponjas e hidrozoos, lo que contribuye a la diversidad del hábitat bentónico. Los Jardines de Gorgonias también albergan otras formas de vida marina, como los poliquetos, los corales solitarios y los tunicados, lo que mejora la biodiversidad general del hábitat. Estos jardines son vitales para el ecosistema marino, ya que albergan una amplia gama de especies y contribuyen a la salud y el equilibrio general del medio ambiente submarino en la submareal y en la zona mesofótica de El Salvador.

### Bosques de coral negro
Los Bosques de Coral Negro se reportaron por primera vez en El Salvador en el año 2023. Estos ambientes se desarrollan en la zona mesofótica del Área Marina Protegida Complejo Los Cóbanos, a profundidades superiores a 30 metros, en sustrato duro, con poca luz y fuertes corrientes. Las especies que los conforman principalmente son Myriopathes panamensis y Antipathes galapagensis. Los Bosques de Coral Negro sirven como reservorios de biodiversidad en El Salvador, con una representación significativa de varios organismos marinos como gorgonias, hidrozoos, esponjas, corales solitarios, crustáceos, equinodermos y peces. Se enfrentan a perturbaciones antrópicas, como los desechos marinos y los daños causados por líneas de pesca y anclas, lo que pone de relieve la necesidad de adoptar medidas de conservación para proteger estos valiosos ecosistemas. Las especies de coral negro están reguladas internacionalmente en CITES y clasificadas como ecosistemas marinos vulnerables (EMV) por la FAO.

## Vida Marina
Dentro del Área Marina Protegida Complejo Los Cóbanos habitan una variedad de especies:

### Esponjas marinas
Dentro del filo (categoría taxonómica) de Porifera o esponjas marinas se han identificado dos subclases, siete órdenes y 14 familias, dentro de las cuales se registran a las siguientes especies que habitan en el área: 
- Familia Aplysinellidae: Suberea etiennei.
- Familia Aplysinidae: Aplysina chiriquiensis.
- Familia Callyspongiidae: Callyspongia californica.
- Familia Chalinidae: Haliclona caerulea, Haliclona sp1. y Haliclona sp2.
- Familia Axinellidae: Axinella nayaritensis.
- Familia Raspailiidae: Endectyon hyle.
- Familia Stelligeridae: Higginsia sp.
- Familia Tetillidae: Cinachyra sp.
- Familia Mycalidae: Mycale (Carmia) cecilia, Mycale (Zygomycale) ramulosa.
- Familia Tedaniidae: Tedania tropicalis.
- Familia Clionaidae: Cliona euryphylle, Cliona microstrongilata, Cliona pocillopora, Cliona vermifera y Cliona tylostrongylata.
- Familia Thoosidae: Thoosa calpulli
- Familia Phloeodictyidae: Siphonodictyon crypticum
- Familia Suberitidae: Ciocalypta sp., Coleocalypta sp. y Terpios sp.

### Equinodermos

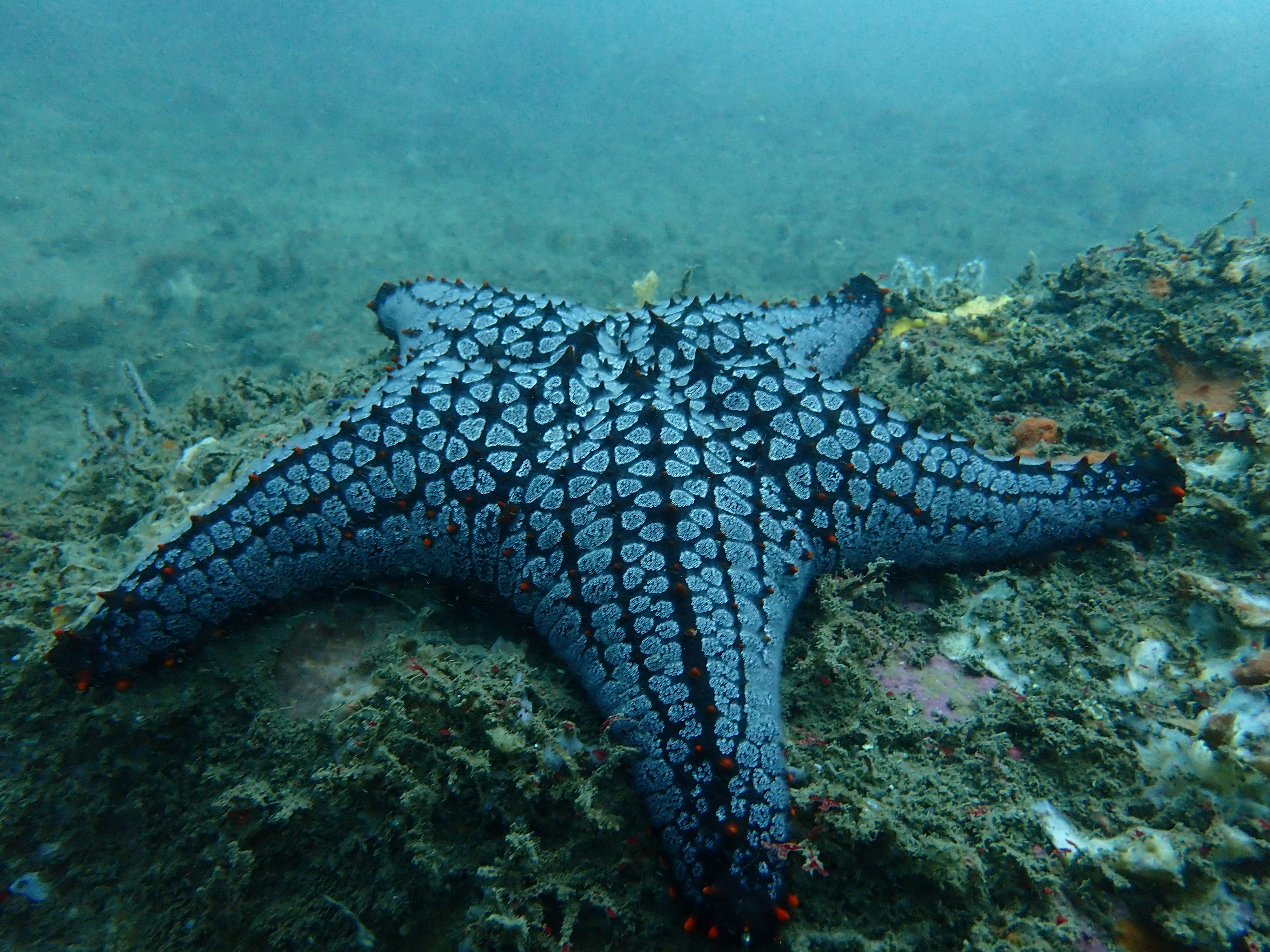
Pentaceraster cumingi o estrella cojín en arrecifes rocosos de Los Cóbanos.

El filo Echinodermata se encuentra representado por cuatro taxones de las cuatro clases que lo componen. Dentro de la clase Asteroidea, más conocida como estrellas de mar se encuentran reportadas las especies Pentaceraster cumingi, Pharia pyramidata, Phataria unifascialis, Amphiaster insignis. Dentro de la clase Ophiuroidea, más conocida como estrellas frágiles se encuentran las especies Ophiocoma aethiops, Ophiocoma alexandri, Ophioderma panamense, Ophionereis annulata y Ophiotrix rudis.
En la clase Equinoidea, donde se encuentran los erizos de mar y dólares de arena se reporta a las especies Echinometra vanbrunti, Astropyga pulvinata, Diadema mexicanum, Toxopneustes roseus y Eucidaris thouarsii.
En la clase Holothuroidea donde se encuentran los pepinos de mar, se reporta a las especies Holothuria impatiens, Holothuria inornata, Holothuria kefersteini, Holothuria lubrica, Labidodemas americanum, Isostichopus fuscus, Lissothuria ornata.

### Anémonas de mar
Las anémonas son animales del orden Actiniaria. Tienen cuerpos blandos con una gruesa columna que puede ser lisa o con verrugas, que tiene vesículas o con algunas otras estructuras menos comunes son pólipos solitarios que pueden medir entre 1.5-10 cm de longitud por 1-5 cm de diámetro, incluso algunas pueden medir hasta un metro, por ejemplo, las asociadas a los peces payaso, y se reproducen de forma asexual y por hermafrodismo.
A  nivel ecológico porque son bioindicadoras y funcionan como control biológico, purifican el agua gracias a sus propiedades filtradoras que liberan el exceso de nutrientes del hábitat. En el área se registran aproximadamente 7 especies, entre ellas Actinostella bradleyi, Actinostella ornata, Anthopleura nigrescens, Aiptasia pallida, entre otras.

### Algas
En el Complejo Los Cóbanos los reportes son un total de 81 especies en las divisiones Chlorophyta, Rodophyta, y Phaeophyta, con mayor dominancia de Rodophyta. Algunas de las especies en ANP Complejo Los Cóbanos son Ceramium spp., Codium edule, Galaxaura oblongata, Halimeda discoidea, Hypnea cervicornis, Lithotamnium spp, Padina vickersiae, y Acantophora spicifera (Acanthophora descrita como exótica invasora).

### Peces
Las especies de peces más comunes que habitan los sistemas intermareales del área natural protegida Complejo Los Cóbanos son Lutjanus argentiventris (una de las especies más afectadas a casusa de la pesca), Hippocampus ingens (en la lista de especies amenazadas), Epinephelus itajara, Paranthias colonus, Chromis atrilobata, Anisotremus caesius, Haemulon steindachneri, Holocanthus passer, Paranthias colonus, Serranus psittacinus y Stegastes acalpucoensis, las últimas 3 superan los 8 m de profundidad en las pozas intermareales. Además, se cuenta con la presencia de las burritas Abudefduf concolor y Abudefduf troschelii y los peces cirujanos Prionurus punctatus, Acanthurus xanthopterus.
Los peces intermareales son los que se desarrollan en las pozas de las zonas intermareales después de su estado larval, y tienen ciertas características morfológicas, anatómicas, fisiológicas y conductuales, que los hacen capaces de adaptarse a este tipo de ambiente tan complejo.

### Ballenas y delfines
El área también se caracteriza por los avistamientos de diferentes poblaciones de mamíferos marinos en ciertos periodos del año, y otras, según registros, se mantienen durante todo el año. Las especies avistadas han sido Tursiops truncatus (nariz de botella), Stenella attenuata (delfín manchado), Pseudorca crassidens (falsa orca), y Megaptera novaeangliae (ballena jorobada).

## Ecosistemas y ambientes costeros y continentales

### Estuarios y bocanas
Todo río desemboca en el mar, originando bocanas y estuarios, dando así paso a la formación de ecosistemas asociados a aguas salobres como los bosques de manglar, pantanos, marismas etc. En el Complejo Los Cóbanos este tipo de ambiente comprende solo el 3% (14.66 hectáreas), conformado por Bocana del Río El Venado, Río Las Marías, Río Chimalapa, Barra Salada (estero rodeado de mangle rojo) y Bocana Las Hojas.
Para los habitantes aledaños, los esteros y bocanas representan un medio de vida a través de la pesca; se observan algunas especies de pargo como: pargo mancha (Lutjanus guttatus), huachinango (L. peru) y pargueta (L. argentiventris), de esta última se han registrado juveniles en los estuarios de la bocana Las Marías, El venado y Barra Salada. Además, se encuentran otros peces de importancia comercial como: pichel (Sectator ocyurus), el jurel (Caranx caninus, familia Carangidae), la quinoa (Caranx caballus, familia Carangidae), la naguilla (Haemulon steindachneri, familia Haemulidae) y la macarela (Scoberomorus sierra, familia Scombridae).

### Litorales rocosos y playas
El Área Costero Marina corresponde desde la playa en el extremo suroccidental a la altura del sector denominado La Puerta de Hierro/Los Almendros hasta la línea de costa de los manglares de Barra Salada, aproximadamente 10 kilómetros de playas de arena coralina. Encontramos diferentes tipos de hábitats: playa arenosa con restos de roca molida, playa de grano fino, playa de canto rodado, plataforma rocosa expuesta, parches rocosos con deposiciones coralígenas, bancos arenosos, zonas fangosas, bocanas, pequeños acantilados, manglares y humedales continentales.
Entre los ambientes más representativos se encuentra la Plataforma Rocosa de Los Cóbanos, de origen volcánico, cuenta con un área de 15,860 hectáreas de formación arrecifal de 0 a 30 metros de profundidad. La conformación del fondo marino es de carácter irregular con abundantes depresiones a manera de lagunetas, cubiertas de algas y esqueletos coralinos, con grutas y grietas naturales de las rocas.
En la zona costera, desde Acajutla hasta Punta Remedios encontramos dos diferentes formaciones geológicas: el cordón litoral de arena en el cual está situado el actual muelle y el acantilado de unos 10 metros de altura que linda con la playa arenosa en unos 600 metros al sureste del muelle, corriendo de aquí con rumbo sur hasta Punta Remedios. Es un Acantilado Vertical, desde aquí hasta el sur el cráter de acantilado se pierde, encontrándose un cordón litoral de arena, cáscaras de molusco molidos y pedacitos de corales entre las puntas rocosas pronunciadas. En esta parte se encuentran numerosos arrecifes de rocas frente a la costa y hay una zona ancha con aguas de poca profundidad, cerca de la punta de Remedios la línea de 6 metros dista más de 1kilometro de la playa.

### Ríos
Entre la sección del río Grande de Sonsonate o Sensunapán y el río Ayacachapa o Banderas-Ceniza se presenta un accidente morfológico cuyas características revelan que la planicie costera forma una terraza elevada que rompe hacia el mar en forma de cantil hasta más de 15 metros de alto, continúa tierra adentro por varios kilómetros, formando la ribera oriental del río Grande de Sonsonate.
La zona de recarga de los ríos Grande de Sonsonate y Banderas-Ceniza proviene del macizo volcánico de Santa Ana–Izalco, con una alta permeabilidad y precipitación, lo que garantiza el recurso hídrico de la región de manera permanente y abundante. La desembocadura del río Grande de Sonsonate es en realidad la desembocadura de este y otros dos ríos: San Pedro y Sunza; los cuales son responsables de la sedimentación progresiva de esta zona.
Por otro lado, con una mayor delimitación se encuentra el sector entre Punta Remedios y el río Ayacachapa. En esta sección costera se encuentran los ríos: El Venado, Las Marías, Huiscoyol y Chimalapa, que nacen en la misma llanura y desembocan en el Océano Pacífico. El área de drenaje de todos estos afluentes es de aproximadamente 770 km2 .
Los ríos Mandinga y Pulaluya han constituido un estero algo regular con manglares que ocupan más de 5 km2 y se extienden por 4 kilómetros tierra adentro, hasta la carretera del Litoral. Su laguna detrás de la Barra Salada tiene 1 km de largo y 400 m de ancho. Dentro de ella se encuentran varias islas dé arena que son restos de una antigua línea de playa. Las Cañas: es un estero formado por la desembocadura de los ríos Las Marías, Las Cañas y El Huiscoyol, por la naturaleza de la zona inundable y pantanosa. A esta región se le ha denominado Región Hidrográfica “D” y comprende cuencas de los ríos Banderas y Chimalapa. El río de mayor drenaje corresponde a Banderas con 429 km2 y con 42 km de longitud.
En la siguiente tabla se muestra el drenaje y longitud de los ríos encontrados en la zona del área natural protegida Complejo Los Cóbanos.
| Cuenca/río          | Drenaje (km2) | Longitud (km) |
| Bandera-Ceniza      | 429           | 42            |
| Grande de Sonsonate | 219.3         | 34            |
| Venado              | 15            | 10            |
| Las Marías          | 18            | 14            |
| Huiscoyol           | 15            | 9             |
| Chimalapa           | 42            | 17            |

## Vida terrestre

### Anfibios y reptiles
De acuerdo al Plan de Manejo del Área Natural Protegida Los Cóbanos* algunas especies de importancia en el área de influencia incluyen la lagartija Celestus atitlanensis y el sapo Incilius valliceps.
Otras especies descritas y de importancia son: el tenguereche bobo, (Corytophanes percarinatus), el bebeleche (Norops crassulus), y la víbora (Cerrophidion godmani) el caso sapo borracho (Rhinophrynus dorsalis), las tortugas Trachemys venusta y Staurotypus salvinii, el cocodrilo (Crocodylus acutus), el caimán Caiman crocodilus, la lagartija (Mesoscincu managuae).
Dentro de las culebras reportadas se pueden mencionar a las especies: Mastigodryas melanolomus, Imantodes gemmistratus, Leptodrymus pulcherrimus, Rhadinaea pilonaorum, Scaphiodontophis annulatus, Scolecophis atrocinctus, Sibon nebulatus, Tantilla taeniata y Tropidodipsas fischeri, la boa de hule Loxocemus bicolor y la víbora Atropoides nummifer.
El Área Natural Los Cóbanos  es de vital importancia para las diversas especies de organismos que se encuentran en el área incluyendo a las tortugas marinas que habitan el área de influencia. Estas incluyen la tortuga prieta, Chelonia mydas, la tortuga carey, Eretmochelys imbricata, la tortuga golfina, Lepidochelys olivacea y la tortuga  Baule, Dermochelys coriácea. Cabe mencionar que todas las especies de tortugas marinas se encuentran en peligro de extinción a nivel nacional y  mundial, esta categoría es dada por Unión Internacional Para la Conservación de la Naturaleza (UICN).
Se registraron nuevos  reportados para el área son  reptiles terrestres para el área natural protegida incluyen a la Tortuga Bikini o Talapo (Staurotypus salvinii) así mismo se ha reportado registrado de las serpientes Escombrera” falsa coral negra” (Leptodeira nigrofasciata), “ranera salpicada” (Drymobius margariferus) y “bejuquilla rayada” (Leptodrymus pulcherrimus)

### Mamíferos
Los datos registrados para el área natural protegida Los Cóbanos descritos en el plan de manejo* reporta 16 especies de mamíferos. Las especies de mamíferos más comunes son:
- Cotuza, (Dasyprocta punctata)
- Cuzuco, (Dasypus novemcinctus)
- Tacuazín negro, (Didelphis marsupialis)

Otras especies con alta abundancia relativa son:
El murciélago frutero de Jamaica, (Artibeus jamaicensis), y el murciélago de patas peludas, (Myotis keaysi).

### Aves
En los esteros del área natural protegida Los Cóbanos se encuentran la mayoría de especies de aves amenazadas, esto debido a la fragmentación del ecosistema. Aun cuando el Bosque Seco posee menos aves amenazadas, en su mayor parte están en riesgo de fraccionamiento y los efectos en sí del cambio climático.
En la actualidad el inventario de aves para el área natural protegida Complejo Los Cóbanos, registra un total de 191 especies. De este total de especies, 98 son residentes, 40 son migratorias, 27 son migratorias parciales, dos migratorias reproductoras y seis son de estado no determinado, siete son transeúntes, cinco vagabundas reproductoras, cinco vagabundas no reproductoras y una no se logró definir.
Las especies acuáticas y pelágicas son, en su mayoría de Anas platyrhynchos (pato de collar), Leucophaeus pipixcan (gaviota de Franklin), Thalasseus maximus (Charrán real), Charrán Patinegro (Thalasseus sandvicensis), Sterna hirundo (Charrán comun), Gelochellidon nilotica (pagaza piconegra), Onychoprion anaethetus (charrán embridado), Hydroprogne caspia (pagaza piquirroja), Puffinus lherminieri (pardela de Audubon), Puffinus Creatopus (pardela patirrosa), P. pacificus, P. opisthomelas, Oceanodroma tethys, O. Melania, Phaeton aethereus, Stercorarius pomarinus, S. parasiticus, Sula leucogaster, S. sula, S. nebouxii, S. granti, Anous stolidus y Xema sabini; se reporta la presencia y anidación del cacique (Cacicus melanicterus).

### Flora
La vegetación presente dentro del área que tiene influencia en Los Cóbanos se encuentran diferentes estados sucesionales, algunos cultivos de granos básicos como maíz y frijol, vegetación de farallón, bosque seco tropical y bosque de galería, vegetación de sucesión sobre lava volcánica de diferentes edades con bosque caducifolio; además de pequeñas zonas de cobertura de bosque de manglar en el área de las bocanas.
La vegetación en esta zona incluye carrizales (Phragmites communis). Hay remanentes de bosque dulce de manzanillo (Hippomane mancinella) y el sotobosque está conformado por huiscoyol y enredaderas. Hay muestras de pepeto de río (Inga vera), roble de bajío (Licania arborea), pimiento (Phyllantus elsiae) y ceiba (Ceiba pentandra). Dentro de los diversos remanentes de bosques de manglar se encuentran especies como mangle rojo (Rhizophora mangle), madresal (Avicennia germinans) y en menor proporción botoncillo (Conocarpus erectus).
Como ejemplo de bosques riparios el de Río Banderas  hay especies arbóreas como conacaste negro (Enterolobium ciclocarpum), y árboles domésticos como coco (Cocos nucifera).

## Actividades económicas

### Pesca
La pesca artesanal en el Área Natural Protegida (ANP) Complejo Los Cóbanos es una actividad crucial tanto para la subsistencia local como para la conservación de los recursos marinos. Este ANP se caracteriza por su biodiversidad marina y la presencia de ecosistemas rocosos coralinos, desembocaduras de ríos y ecosistemas de manglares, que asociados ejercen una especie de conectividad ecológica; lo cual sustenta una importante diversidad de especies de moluscos, crustáceos y peces, muchos de ellos con alta importancia para la pesca local , siendo medios de vida para las comunidades locales.
La pesca artesanal costera de esta zona se realiza con línea de mano y generalmente dirigida a la pesca de peces del grupo de los pargos  del género Lutjanidae; sin embargo también aprovechan las capturas de especies de otros grupos como los peces perico; lo cual está provocando desequilibrio ecológicos debido a que estos son grupos funcionales de los ecosistemas marinos, al igual que otros grupos de peces asociados a los arrecifes . En las zonas aledañas los pescadores artesanales en esta región utilizan métodos tradicionales de pesca, como redes de enmalle y atarrayas, entre otras, adaptados a las características específicas del entorno costero y marino del ANP. Muchas de las prácticas de pesca por lo general cuentan con regulaciones y normativas de pesca, sin embargo, es nulo y muchas veces inexistentes las actividades de monitoreo, lo cual hace que no se cumplan y exista la sobrepesca de las poblaciones de peces  en detrimento de la salud de los ecosistemas marinos.
La importancia socioeconómica de la pesca artesanal en Los Cóbanos y Acajutla se refleja en su contribución al sustento de las comunidades costeras, proporcionando ingresos y empleo directo a numerosos hogares locales. Además, esta actividad fortalece los lazos culturales y la identidad de las comunidades pesqueras, que han dependido históricamente de los recursos marinos para su alimentación y subsistencia.
En términos de conservación, la pesca artesanal en este ANP enfrenta desafíos relacionados con la presión creciente sobre los recursos marinos debido al aumento de la demanda y las prácticas de pesca no reguladas fuera y dentro de las áreas protegidas. Por lo tanto, es fundamental implementar estrategias de manejo integrado que promuevan la pesca sostenible y la conservación de la biodiversidad marina en Los Cóbanos y Acajutla.

### Turismo
El Área Natural Protegida (ANP) Complejo Los Cóbanos se ha consolidado como un destino turístico marino costero de gran importancia debido a su rica biodiversidad y atractivos naturales, en gran parte por actividades como la pesca deportiva, buceo recreativo y últimamente el avistamiento de fauna marina como los mamíferos y tortugas marinas. Las atracciones y actividades turísticas permiten a los turistas explorar los ecosistemas. Además, las playas de Los Cóbanos son ideales para el descanso y el ocio.
El turismo en Los Cóbanos y Acajutla tiene un impacto económico significativo en las comunidades locales. Genera empleo y oportunidades de negocio en sectores como la hostelería, la restauración y los servicios turísticos. La afluencia de turistas contribuye al desarrollo económico local, promoviendo inversiones en infraestructuras y servicios que benefician tanto a residentes como a visitantes.
A pesar de sus beneficios económicos, el turismo en Los Cóbanos enfrenta varios desafíos relacionados con la sostenibilidad, el aumento de visitantes puede ejercer presión sobre los ecosistemas frágiles, llevando a la degradación de los arrecifes rocosos de coral y su biodiversidad, además de la contaminación de las playas. Para mitigar estos efectos, es crucial implementar prácticas de turismo sostenible que incluyan la educación ambiental de los turistas, la regulación de actividades turísticas y la promoción de proyectos de conservación.
El turismo en el ANP Complejo Los Cóbanos representa una fuente vital de ingresos y desarrollo para la región. Sin embargo, es esencial equilibrar el desarrollo turístico con la conservación ambiental para asegurar la sostenibilidad a largo plazo de los recursos naturales. La implementación de prácticas de turismo sostenible y la participación de las comunidades locales son clave para lograr este equilibrio.

### Agricultura y ganadería
El Área Natural Protegida (ANP) Complejo Los Cóbanos, ubicada en la costa occidental de El Salvador, no solo es un área de gran biodiversidad marina, sino que también está rodeada por una zona de influencia donde la agricultura y la ganadería juegan roles importantes en la economía y el sustento de las comunidades locales. Estas actividades, sin embargo, plantean desafíos significativos para la conservación de los ecosistemas protegidos. La agricultura se caracteriza principalmente por el cultivo de granos básicos como maíz y frijol, así como de frutas y hortalizas; estas actividades agrícolas son fundamentales para la seguridad alimentaria de las comunidades locales y representan una fuente significativa de ingresos. Sin embargo, prácticas agrícolas no sostenibles, como el uso excesivo de agroquímicos y la deforestación para la expansión de tierras de cultivo, pueden generar efectos adversos sobre el medio ambiente, incluyendo la degradación del suelo, la contaminación del agua y la pérdida de hábitats naturales.
Por su parte, la ganadería, se enfoca especialmente a la cría de ganado bovino y porcino, también es una actividad económica relevante en la zona. Los sistemas de producción ganadera van desde el pastoreo extensivo hasta la producción intensiva en corrales. Aunque la ganadería proporciona ingresos y alimentos a las comunidades locales, también puede contribuir a la degradación ambiental. El sobrepastoreo y la gestión inadecuada de los desechos ganaderos pueden llevar a la erosión del suelo, la contaminación de cuerpos de agua y la destrucción de la vegetación natural, lo cual impacta negativamente en los ecosistemas cercanos al ANP.
- Las actividades enfocadas a la agricultura y la ganadería son esenciales para las comunidades en la zona de influencia del ANP Complejo Los Cóbanos, pero es crucial que se realicen de manera sostenible para proteger los ecosistemas de la zona. La implementación de prácticas agrícolas y ganaderas sostenibles, junto con la educación y el apoyo a las comunidades locales, es clave para asegurar un equilibrio entre el desarrollo económico y la conservación ambiental.

## Conservación y protección
Existe un plan de manejo  del Área Natural Protegida y Sitio Ramsar Complejo Los Cóbanos 2021-2025  en el que ese establecen medidas de conservación y protección para esta zona, siendo algunas:

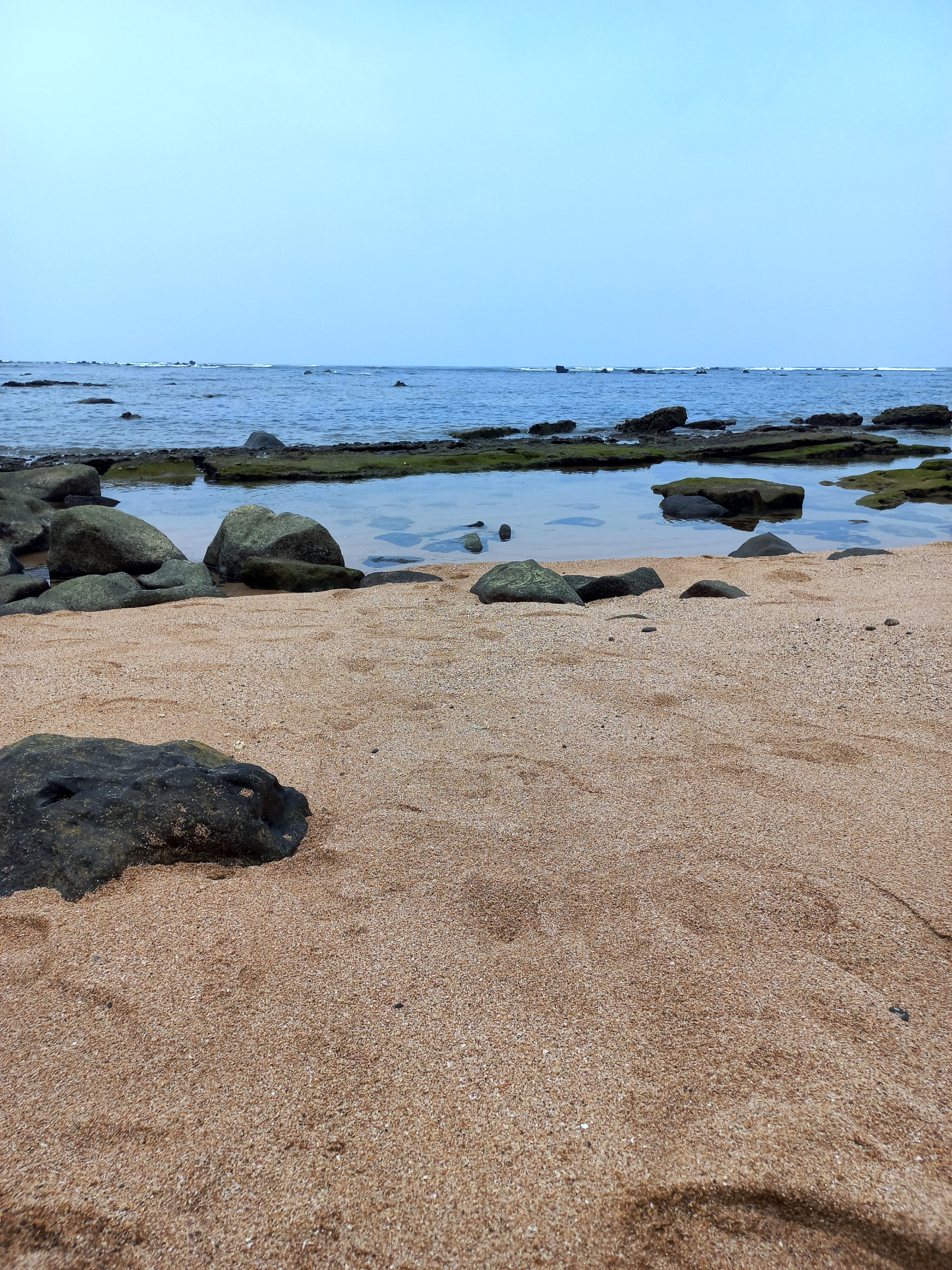
Playa del Área Marina Protegida Complejo Los Cóbanos

- Implementación de programas de manejo enfocados en la conservación de ecosistemas, como los arrecifes de coral, manglares y pastos marinos, así como la protección de especies amenazadas.

- Zonificación del área en diferentes categorías de manejo, como zona de uso público, zona de uso sostenible y zona de protección estricta, con el fin de regular las actividades permitidas en cada zona.
- Desarrollo de actividades de educación ambiental y sensibilización de la población local sobre la importancia de la conservación del Complejo Los Cóbanos.
- Fortalecimiento de la vigilancia y control en el área, a través del trabajo conjunto entre el MARN, las alcaldías municipales y las comunidades locales.
- Fomento de actividades económicas sostenibles, como el ecoturismo y la pesca artesanal, que generen beneficios para las comunidades sin afectar los ecosistemas.